# Bartuha, Dzerjînsk
Bartuha (în ucraineană Бартуха) este un sat în comuna Karvînivka din raionul Dzerjînsk, regiunea Jîtomîr, Ucraina.

## Demografie
Componența lingvistică a localității Bartuha
     Ucraineană (96,62%)
     Rusă (2,03%)
     Belarusă (1,35%)
Conform recensământului din 2001, majoritatea populației localității Bartuha era vorbitoare de ucraineană (96,62%), existând în minoritate și vorbitori de rusă (2,03%) și belarusă (1,35%).